# Venator
Venator är ett släkte av spindlar. Venator ingår i familjen vargspindlar.
Kladogram enligt Catalogue of Life:
| Venator | \| \| Venator marginatus \| \| \| \| \| \| Venator spenceri \| \| \| \| |
|         | \| \| Venator marginatus \| \| \| \| \| \| Venator spenceri \| \| \| \| |
|         | Venator marginatus                                                      |
|         |                                                                         |
|         | Venator spenceri                                                        |
|         |                                                                         |

## Bildgalleri

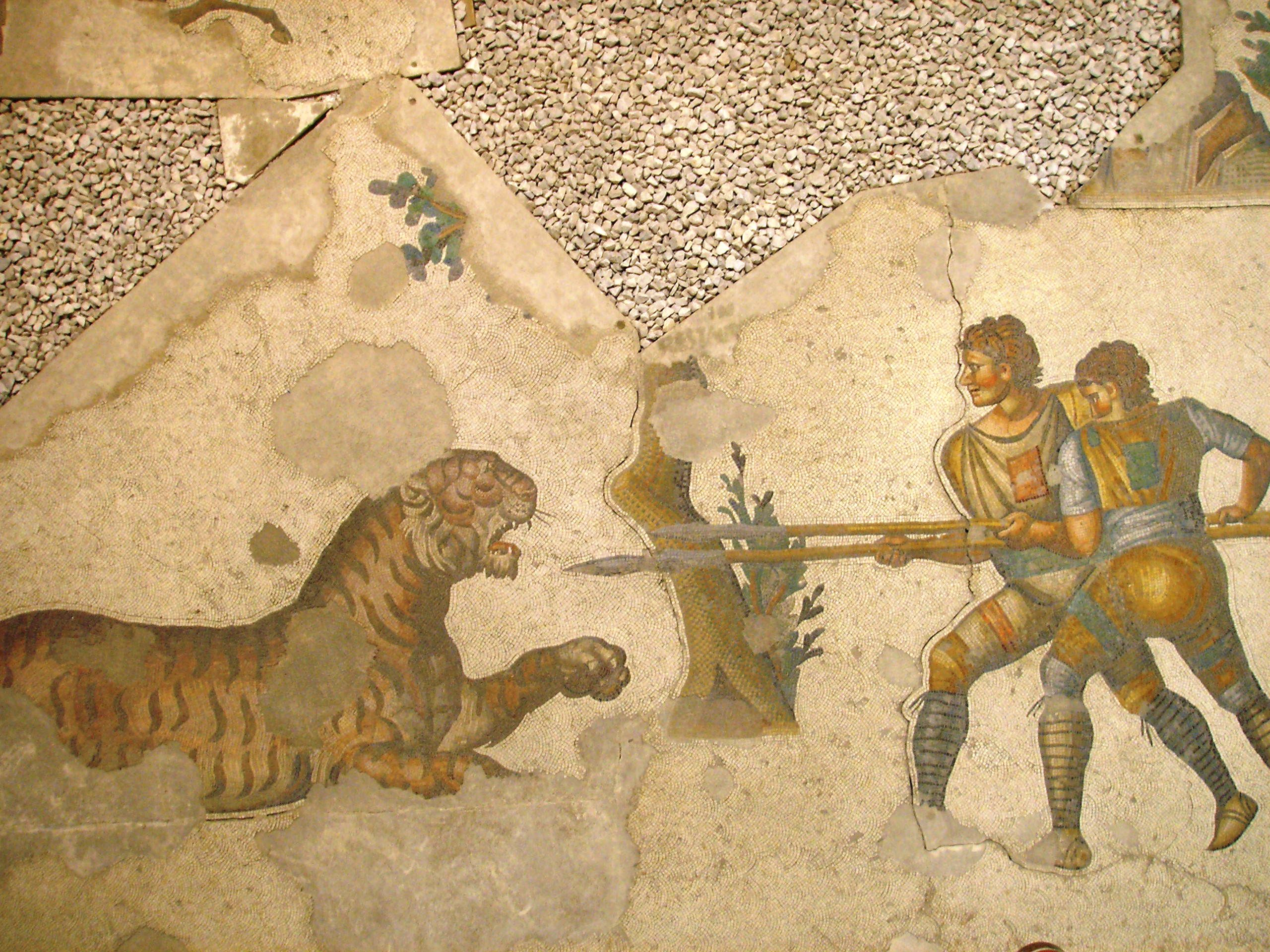